# Morris Kline
Morris Kline (Brooklyn, Queens, 1 de Maio de 1908 — 10 de Junho de 1992), foi professor de matemática e historiador de matemática norte-americano.

## Obras
- Introduction to Mathematics (with Irvin W. Kay), Houghton Mifflin, 1937
- The Theory of Electromagnetic Waves (ed), Inter-science Publishers, 1951
- Mathematics in Western Culture, Oxford University Press,1953
- Mathematics and the Physical World, T. Y. Crowell Co., 1959
- Mathematics, A Cultural Approach, Addison-Wesley, 1962
- Electromagnetic Theory and Geometrical Optics, John Wiley and Sons, 1965
- Calculus, An intuitive and Physical Approach, John Wiley and Sons, 1967, 1977, Dover Publications 1998 reprint ISBN 0-486-40453-6
- Mathematics for Liberal Arts, Addison-Wesley, 1967, (republished as Mathematics for the Nonmathematician, Dover Publications, Inc., 1985) (ISBN 0-486-24823-2)
- Mathematics in the Modern World (ed), W. H. Freeman and Co., 1968
- Mathematical Thought From Ancient to Modern Times, Oxford University Press, 1972
- Why Johnny Can't Add: The Failure of the New Mathematics, St. Martin's Press, 1973
- Why the professor can't teach: Mathematics and the dilemma of university education, St. Martin's Press, 1977 (ISBN 0-312-87867-2)
- Mathematics: The Loss of Certainty, Oxford University Press, 1980 (ISBN 0-19-502754-X); OUP Galaxy Books pb. reprint (ISBN 0-19-503085-0)
- Mathematics: An Introduction to Its Spirit and Use; readings from Scientific American
- Mathematics in the Modern World; readings from Scientific American
- The Language of Shapes (with Abraham Wolf Crown)
- Mathematics and the Search for Knowledge